# Мостовей, Игорь
Игорь Мостовей (рум. Igor Mostovei; род. 25 сентября 1999, Сынджера, Кишинёв) — молдавский футболист, вратарь болгарского клуба «Фратрия».

## Карьера
Футбольную карьеру начинал в составе клуба «Сперанца» Ниспорены. 1 сентября 2019 года в матче против клуба «Петрокуб» дебютировал в чемпионате Молдовы.
12 марта 2020 года стал игроком молдавского клуба «Петрокуб».
15 марта 2021 года на правах аренды перешёл в молдавский клуб «Кодру» Лозова.
1 июля 2023 года подписал контракт с клубом «Зимбру». 13 июля 2023 года в матче против клуба «Ла Фиорита» дебютировал в лиге Конференции.

## Достижения
«Петрокуб»
- Серебряный призёр чемпионата Молдовы (2): 2021/22, 2022/23
- Обладатель Кубка Молдовы: 2019/20

## Клубная статистика
| Игровая карьера | Игровая карьера      | Игровая карьера | Лига | Лига | Кубок | Кубок | Межд. | Межд. | Др. | Др. |
| --------------- | -------------------- | --------------- | ---- | ---- | ----- | ----- | ----- | ----- | --- | --- |
| 2018/19         | Сперанца (Ниспорены) | А               | 5    | -7   | —     | —     | —     | —     | —   | —   |
| 2020/21         | Петрокуб             | А               | —    | —    | 1     | -1    | —     | —     | —   | —   |
| 2020/21         | Кодру (Лозова)       | А               | 8    | -20  | 1     | -2    | —     | —     | —   | —   |
| 2021/22         | Петрокуб             | А               | 10   | -4   | 2     | -4    | —     | —     | —   | —   |
| 2022/23         | Петрокуб             | А               | 8    | -7   | —     | —     | —     | —     | —   | —   |
| 2023/24         | Зимбру               | А               | 4    | -2   | 1     | 0     | 2     | -5    | —   | —   |